# Tad Lincoln, der Sohn des Präsidenten
Tad Lincoln, der Sohn des Präsidenten (Originaltitel: Tad) ist ein US-amerikanischer Fernsehfilm des Regisseurs Rob Thompson aus dem Jahr 1995 mit Kris Kristofferson als Abraham Lincoln und Bug Hall als dessen jüngstem Sohn Thomas, genannt Tad.

## Handlung
Der Film schildert die letzten Jahre im Leben Abraham Lincolns von dessen Wahl zum US-Präsidenten bis zu seiner Ermordung aus Sicht seines jüngsten Sohnes sowie die enge Bindung zwischen Vater und Sohn.

## Drehorte
Der Film wurde in Richmond und Petersburg im Bundesstaat Virginia gedreht.

## Veröffentlichung
Der Film hatte seine Premiere am 12. Februar 1995 im US-amerikanischen Fernsehen auf The Family Channel. In Deutschland lief er erstmals am 4. April 1998 auf Super RTL. Am 7. Juli 2015 erschien er in Deutschland bei Pidax Film auf DVD.

## Kritik
„Fürs Fernsehen entstandenes Drama um die enge Beziehung Abraham Lincolns, des 16. Präsidenten der USA von 1861 von 1865, zu seinem jüngsten Sohn, die sich nach dem Tod seines zweiten Sohnes und der geistigen Umnachtung seiner Frau intensiviert und zu beider Lebensfreude beiträgt. Selbst nach dem Attentat auf Lincoln versucht der Junge, in dessen Geist weiterzuleben. – Ab 14.“